# Закон на Авогадро
Законът на Авогадро е един от основните закони на химията.
През 1811 г. Амедео Авогадро изказва предположението, че при еднакви температури и налягане в равни обеми идеален газ се съдържат еднакъв брой молекули. По-късно това предположение е потвърдено. Установено е, че тази константа играе важна роля в кинетичната теория на газовете.
Законът на Авогадро гласи:
Един мол от какъвто и да е идеален газ при еднакви температура и налягане заема един и същ обем.
При нормални условия (Т = 0 °C, P = 1 atm = 1,01×105 Pa) този обем е равен на 22,41383 литра. Тази величина е известна като моларен обем на газа.